# Zone de protection du biotope de Steinsfjorden
La zone de protection du biotope de Steinsfjorden (environ 3,825 km², dont environ 0,08 km² - 8,3 hectares - de terrain) située dans le Steinsfjorden a été créée par résolution royale le 22. Juin 2018 en application de la loi sur la gestion de la biodiversité de la nature 19. Juin 2009 et sous l'égide du ministère de l'Écologie et du Climat. La zone de protection est incluse dans la zone de conservation des oiseaux de Tyrifjorden.
La zone de protection du biotope comprend la zone allant de Garntangen et Vik et longeant la côte ouest jusqu'à l'extrémité nord du lac à Åsatangen. La zone protégée comprend également les îles et les eaux situées directement autour de Småøyene, Tjuvholmen, Maurøya, Bøtet, Gåsa, Suserudskjæret et Østbråtaskjæret, où la circulation des bateaux est interdite pendant la saison de reproduction. En outre, les eaux autour d'Ulvøya, Trehjulingen, Svinøya et Amundøya sont comprises jusqu'aux rives de Sundvollen et au nord jusqu'à une ligne parallèle avec la pointe nord d'Ulvøya. Steinsvika a été en même temps séparée pour former une réserve naturelle indépendante, sous le nom de réserve naturelle de Steinsvika, tandis que la réserve naturelle de Braksøya avait été créée le 15 janvier 1988.
La zone de protection a pour but de préserver un espace qui revêt une importance particulière comme espace d'alimentation et de vie pour le cygne tuberculé, cygne chanteur, fuligule morillon, canard colvert, canard siffleur, sarcelle d'hiver et foulque macroule. La zone est également le lieu de reproduction pour le sterne pierregarin, la mouette rieuse, les goéland cendré, canard colvert et fuligule, le harle huppé, l'huîtrier pie, le cygne tuberculé, le petit gravelot, les goéland argenté et brun.
La zone comprend des zones d'eau peu profondes et riches en nutriments, des marécages qui sont importants pour le repos des oiseaux des zones humides, en plus des îles, des îlots et des récifs et la zone maritime autour de ceux-ci. L'objectif est de maintenir ces lieux de vie pour les oiseaux dans le meilleur état de conservation possible.

## Galerie

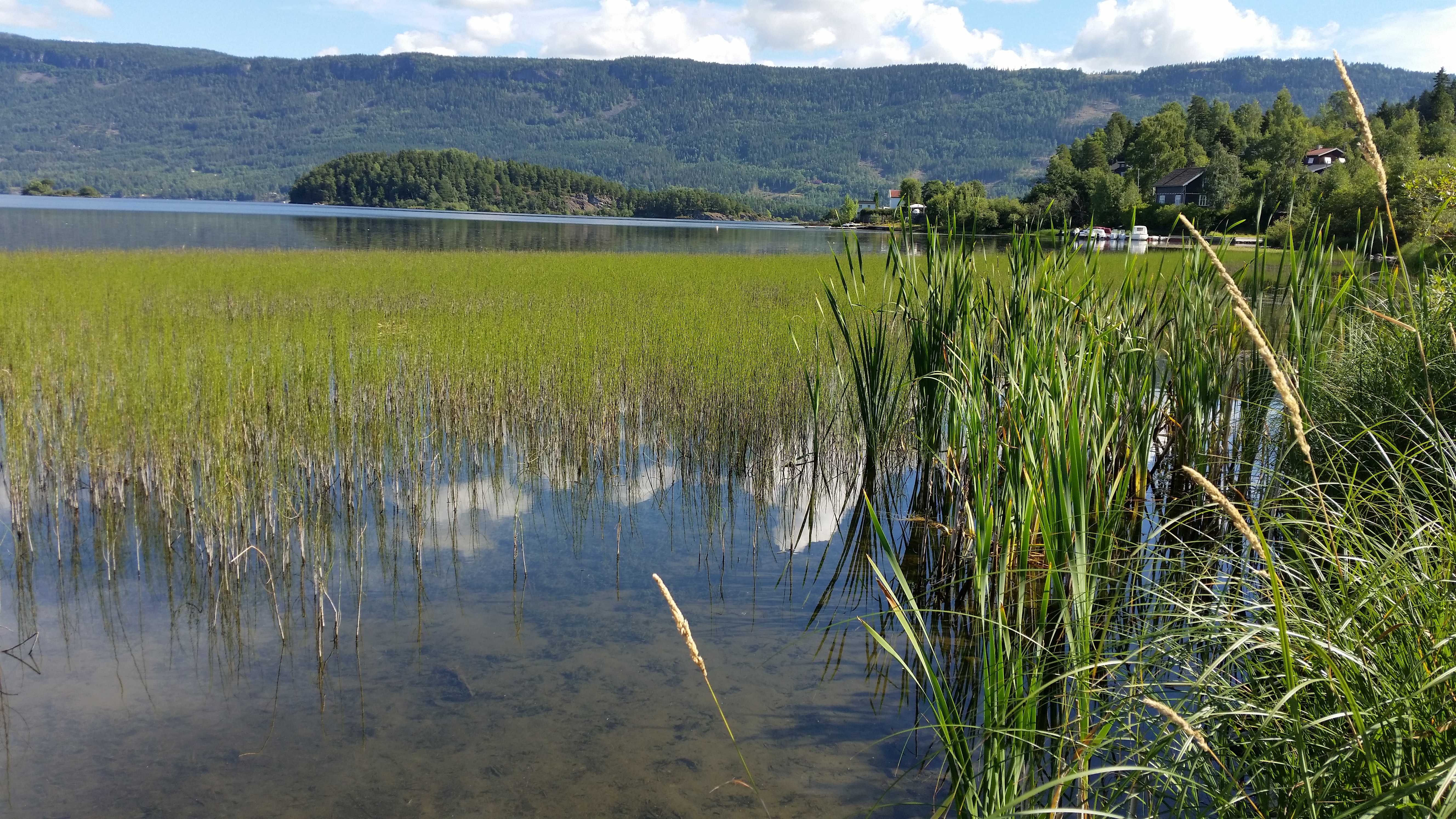
Vik
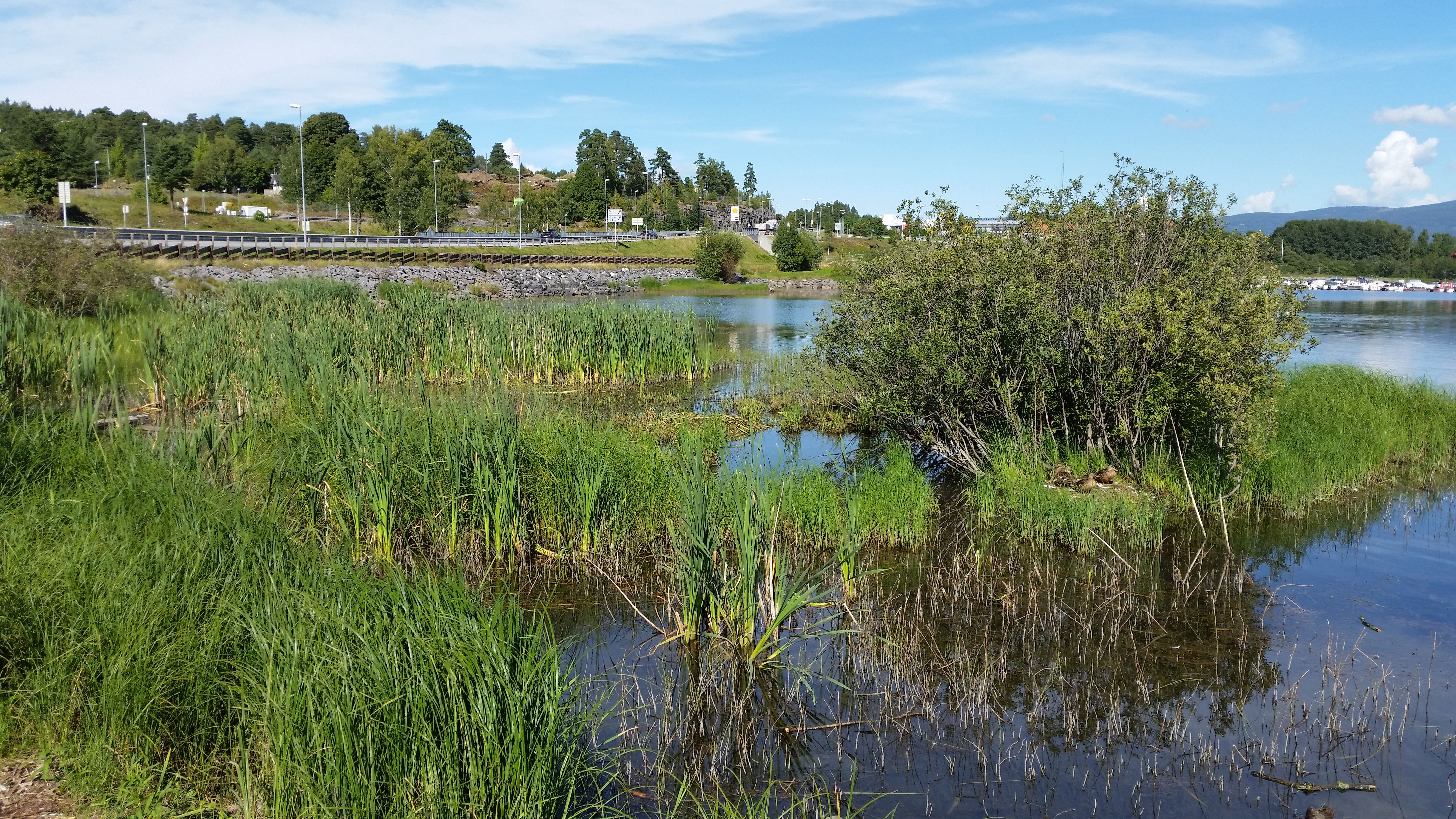
Vik à Hole, vu vers le nord, en direction du Steinsfjorden
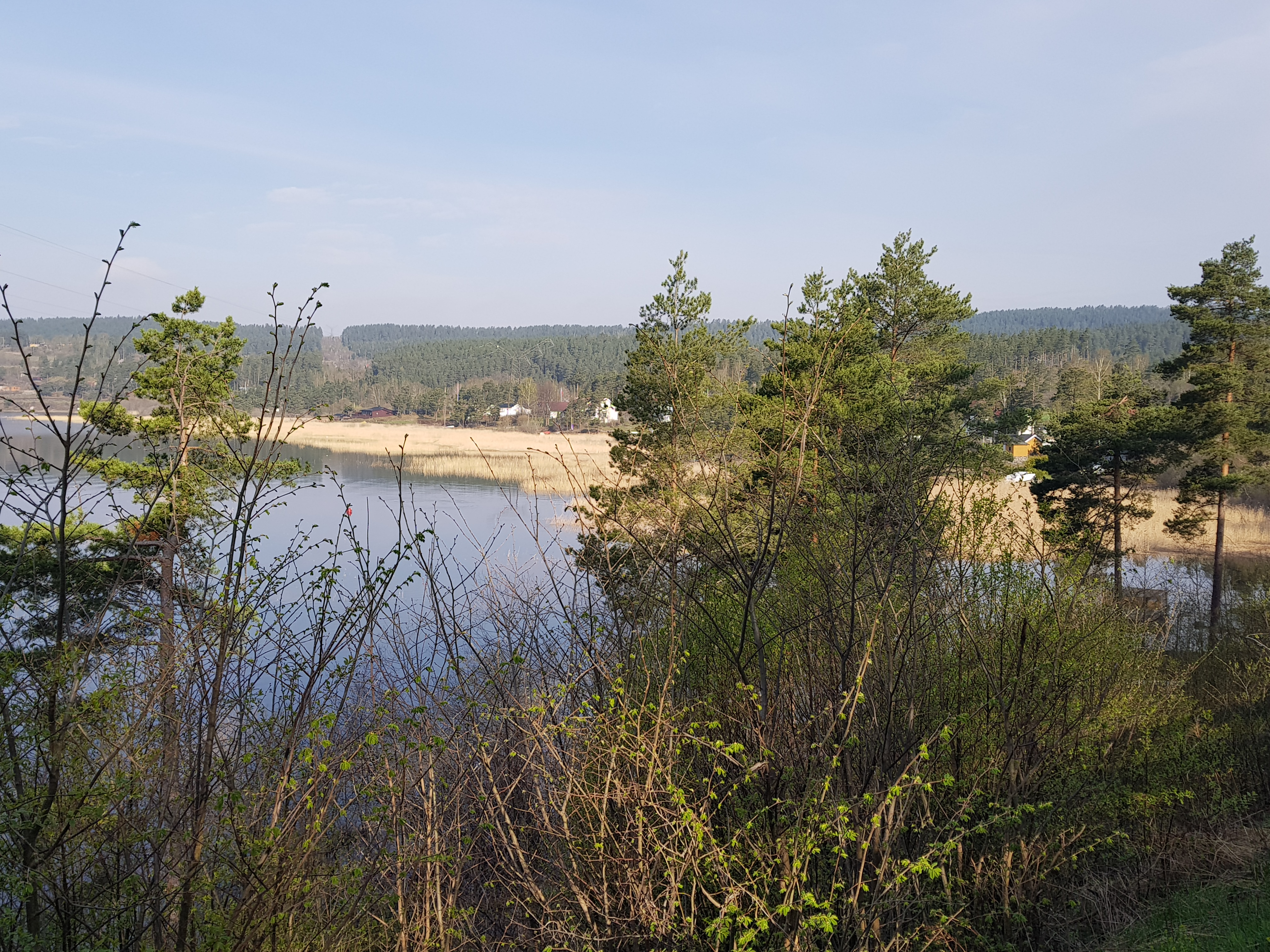
Plantes caractéristiques du Steinsfjorden, Åsa à Ringerike.